# المحكمة الجنائية المختصة في العراق
المحكمة الجنائية العراقية المختصة هي محكمة تشكلت في العراق عقب غزو العراق 2003 في 10 أكتوبر 2003 بموجب القانون رقم 1 من قبل مجلس الحكم في العراق الذي كان تحت سلطة الائتلاف المؤقتة وبموجب الأمر (48) الصادر من المدير الإداري لسلطة الائتلاف المؤقتة بول بريمر. تأسست المحكمة استنادا على أحد بنود قانون إدارة الدولة للفترة الانتقالية في العراق والذي كان بمثابة دستور مؤقت للعراق واعتبرت المحكمة نفسها مختصا في «جرائم الإبادة الجماعية وجرائم الحرب والجرائم ضد الإنسانية بما في ذلك الجرائم المرتبطة بالحرب ضد جمهورية إيران الإسلامية أو دولة الكويت، وتشمل كذلك الجرائم المرتكبة بحق الشعب العراقي بعربه وكرده وتركمانه واشورييه وباقي القوميات وشيعته وسنته سواء ارتكبت في نزاعات مسلحة أو غير ذلك» وكانت قراراتها تطبق على «الجرائم التي ارتكبها عراقيون أو مقيمون في العراق ضمن الجمهوريـة العراقيـة أو خارجـها خلال الفترة الممتدة بين تاريخي 1968/7/17 ولغاية 2003/5/1»
وقد بقي قانون المحكمة نافذ المفعول حتى صدور القانون رقم (10) لسنة 2005 الذي أقرته الجمعية الوطنية استناداً إلى أحكام المادة 33 من قانون إدارة الدولة للمرحلة الانتقالية والمصادق عليه من قبل مجلس الرئاسة، ليشكل محكمة جديدة باسم المحكمة الجنائية العراقية العليا، وأشارت المادة 38 من القانون الأخير على أن جميع القرارات وأوامر الإجراءات التي صدرت في ظل القانون السابق صحيحة وموافقة للقانون.
تألفت المحكمة من قسم إداري وادعاء عام وقضاة التحقيق وهيئة تميز أو استئناف وكان كل منتسبيها باستثناء رئيس القضاة رزكار محمد امين وقاضى التحقيق رائد جوحي محاطين بسرية تامة ولا يعرف أسمائهم أو صورتهم لأغراض أمنية.
رزكار محمد أمين هو من مواليد مدينة السليمانية في شمال العراق عام 1957 من الأكراد الذين وحسب زعم المحكمة ليست له ولم تكن له أي علاقات مع أي من الأحزاب السياسية الكردية، دخل رزكار محمد أمين معهد القضاء العراقي عام 1990 وعين في منتصف التسعينيات قاضي قضاة إقليم كردستان في شمال العراق (الجزء الذي كان تحت سيطرة الاتحاد الوطني الكردستاني) بأمر من جلال طالباني.
ويعتبر رائد جوحي القاضي الأخر الذي يعرف عنه معلومات بسيطة وجوحي هو القاضي الذي أصدر مذكرة توقيف بحق مقتدى الصدر في 5 أبريل 2004 أثناء مساهمة ميليشياته المعروفة بجيش المهدي في نشاطات المقاومة العراقية وجوحي الذي هو من مواليد عام 1971 والمعلومات عن انتمائه الطائفي متضاربة ولا يمكن التأكد منها في الوقت الحالي فالبعض يعتبره من الصابئة المندائيين والأخرى ن يقولون أنه من الشيعة العراقيين كان مترجما للقوات الأمريكية وتم تعينه كقاض من قبل بول بريمر عندما كان رئيس سلطة الائتلاف الموحدة.
وقد ساد الفوضى على معظم جلسات المحكمة حيث بدى المتهمون في بعض الأحيان مسيطرين على أجواء المحكمة والقضاة يبدون كمتهمين ويرجع هذا إلى هيكلية المحكمة الجنائية المختصة والتي هي هجين أو خليط من القوانين العراقية والعالمية ولا يتوفر خبرة أو ممارسة كافية للقضاة في مثل هذا الهجين القضائي. على سبيل المثال في قوانين العدل العراقية لا يسمح للمتهم على الإطلاق بمناقشة الشهود أو مناقشة القاضي بل لا يسمح حتى للمحامي عن المتهم بمناقشة الشهود وإنما تتم هذه العمليات كلها من قبل القاضي الذي له دور رئيسي ومركزي في إدارة الجلسات. في هذه المحكمة بإمكان المتهم والمحامي عنه مناقشة الشهود وهي ظاهرة غريبة ودخيلة على القضاء العراقي. يعزو البعض هذه الظاهرة إلى محاولة المحكمة بإعطاء انطباع بانها تستعمل المعايير الدولية. ومن الجدير بالذكر أن قضاة المحكمة الجنائية المختصة تلقوا تدريبات خارج العراق من قبل مختصين عدليين أمريكيين.
وتم السيطرة على البث التلفزيوني للمحاكمة من قبل رئيس المحكمة الجنائية المختصة لأسباب أمنية. وقد أبدت منظمة مراقبة حقوق الإنسان Human Rights Watch ومنظمة العفو الدولية ملاحظات حول معايير المحكمة الجنائية المختصة التي حسب نظرهم "قد لا ترتقي إلى مستوى المعايير الدولية وأبعدت الأمم المتحدة نفسها كليا عن اجراءات المحاكمة لنفس الأسباب وللاحتمالية الكبيرة من صدور حكم الإعدام في محاكمة صدام حسين.
في بداية تشكيل المحكمة الجنائية المختصة في العراق تم تعيين سالم الجلبي كمسؤول عام للشؤون الإدارية للمحكمة ولكن سالم الجلبي الذي هو من أقرباء أحمد الجلبي تعرض إلى حملة انتقادات واسعة من بعض الأطراف السياسية بالعراق واتهموه بعدم الخبرة والكفاءة وعندما ساءت علاقات الولايات المتحدة مع احمد الجلبي تم إصدار مذكرة اعتقال لكل من أحمد الجلبي وسالم الجلبي. أجبر سالم الجلبي على تقديم استقالته في 18 سبتمبر 2004 وتم تعيين طالب الزبيدي في مكانه تم عين أخيرا عمار البكري رئيسا إداريا للمحكمة في 4 أكتوبر 2004.